# 1784 en arts plastiques
| Années des arts plastiques : 1781 - 1782 - 1783 - 1784 - 1785 - 1786 - 1787    |
| Décennies des arts plastiques : 1750 - 1760 - 1770 - 1780 - 1790 - 1800 - 1810 |

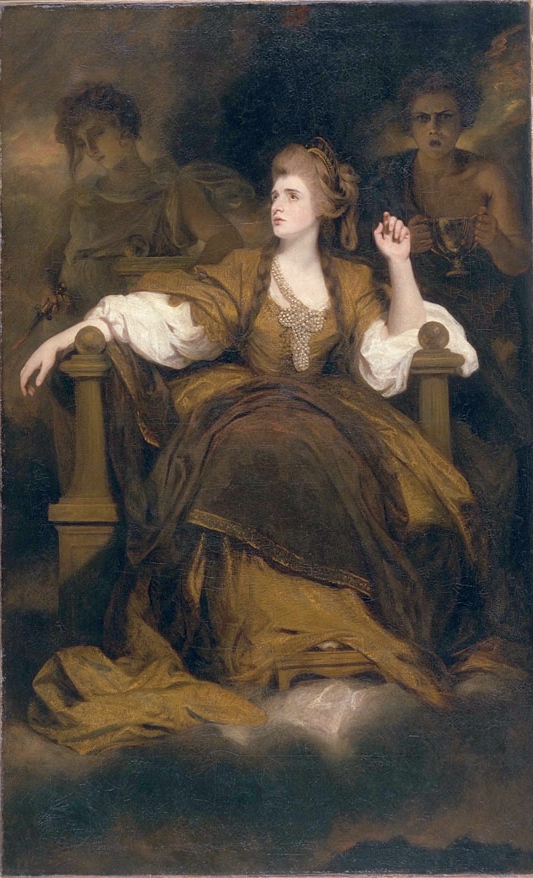
Mrs. Siddons en muse tragique, portrait de Joshua Reynolds.

Cette page concerne l'année 1784 en arts plastiques.

## Œuvres
- La Famille de l'infant Don Louis de Bourbon, huile sur toile de Francisco de Goya
- Le peintre néo-classique français Jacques-Louis David peint son tableau Le serment des Horaces (fin en 1785).

## Naissances
- 4 janvier : François Rude, sculpteur français († 3 novembre 1855),
- 16 janvier : Joseph Warlencourt, peintre belge († 7 novembre 1845),
- 4 février : Joseph François Paris, peintre et graveur français d'origine italienne  (° 1871),
- 22 février : Esprit-Aimé Libour, peintre d'histoire et portraitiste français († 30 juillet 1846),
- 25 juillet : Bernard Sénéquier, peintre et sculpteur français († 4 juillet 1868),
- 14 septembre : Arthur Grimaud, peintre français (° 1869),
- 26 septembre : Louis-Aimé Grosclaude, peintre suisse († 11 décembre 1869),
- 16 octobre : Johann Michael Voltz, graveur et peintre allemand († 17 avril 1858),
- 19 octobre : Georges Chaix, peintre († 24 juillet 1834),
- 28 novembre :
  - Giuseppe Bezzuoli, peintre italien († 13 septembre 1855),
  - Claude Victor de Boissieu, peintre français († 23 novembre 1868),
- 26 décembre : Johan Stephan Decker, peintre français († 25 juin 1844),
- ? : Francesco Bagnara, peintre, architecte et scénographe italien († 1866).

## Décès
- 15 juin : Michel Barthélemy Ollivier, graveur, peintre d’histoire et de genre français (° 24 août 1714),
- 25 juin : Jacques-Antoine Beaufort, peintre français (° 1721),
- 30 juin : Antoine Babron, peintre de genre, miniaturiste et aquarelliste français (° 1743),
- 10 août : Allan Ramsay, peintre britannique (° 13 octobre 1713),
- 7 septembre : Andrea Casali, peintre rococo italien (° 17 novembre 1705),
- 15 septembre : Nicolas-Bernard Lépicié, peintre français (° 16 juin 1735),
- 14 décembre : Henry d'Arles, peintre français (° 14 septembre 1734),
- ? :
  - Giuseppe Bottani, peintre italien (° 1717),
  - Francesco Capella, peintre italien (° 1711),
  - Giuseppe Duprà, peintre de portrait de cour italien (° 1703),
  - Egidio dall'Oglio, peintre italien (° 1705),
  - Stefano Torelli, peintre rococo italien (° 1712).